# Scijentizam
Scijentizam (prema lat. scientia: znanje, znanost), filozofska pozicija i ideologija koja izdiže znanost iznad ostalih tumačenja života te zagovara izdizanje prirodnih nad društvenim znanostima. Kao pretjerano povjerenje u metode prirodne znanosti koje se primjenjuju u svim područjima istraživanja (npr. u filozofiji, društvenim i humanističkim znanostima), scijentizam dolazi i do tvrdnji da društvene znanosti i nisu prave znanosti jer ne mogu strogo i dosljedno slijediti metodu prirodne znanosti pa prema nekima i ne dolaze do znanstvene istine nego samo do mišljenja, stajališta i vjerovanja.
Scijentizam je osobito bio raširen u 19. stoljeću, kada je isticao vjeru u napredak znanosti i postizanje sveopćega napretka kroz razvoj (prirodnih) znanosti i razumijevanje svijeta oslonjeno na znanost, tzv. "religija znanosti". Taj optimizam ima dugu tradiciju, iskazanu već u Teodiceji Gottfrieda Leibniza, a po kojem je svijet u kojem živimo najbolji od svih mogućih svjetova. Scijentizmu je sličan tehnoutopizam, ideologija koja vjeruje da će znanost i tehnika uroditi društvom budućnosti, u kojem će svi živjeti u idealnim uvjetima te učiniti da čovječanstvo iz prostora nužnosti prijeđe u prostore slobode.